# Langeac
Langeac – miejscowość i gmina we Francji, w regionie Owernia-Rodan-Alpy, w departamencie Górna Loara.
Według danych na rok 1990 gminę zamieszkiwało 4195 osób, a gęstość zaludnienia wynosiła 124 osoby/km² (wśród 1310 gmin Owernii Langeac plasuje się na 45. miejscu pod względem liczby ludności, natomiast pod względem powierzchni na miejscu 155.).
Langeac (fr.)